# 世界経済研究協会
一般社団法人世界経済研究協会（せかいけいざいけんきゅうきょうかい）は、世界経済動向分析に関する雑誌の発行とフォーラム（講演・会議等）の開催を実施している法人。元内閣府所管。

## 概要
- 所在：東京都港区赤坂5-2-41 赤坂サンクビル301
- 設立：1963年
- 社団法人認可：1964年9月21日
- 会長：池間誠（一橋大学名誉教授）
- 主要活動：月刊『世界経済評論』（1953年創刊）の発行、『世界経済評論フォーラム』の主催

主要国首脳会議（サミット）では、総理個人代表（首席シェルパ＝経済担当外務審議官）の帰朝報告会が当『世界経済評論フォーラム』で行われる事が恒例化している。

## 友好団体
- 日本国際経済学会
- 国際ビジネス研究学会
- アジア経営団体協議会